# Divisa Alegre
Divisa Alegre is een gemeente in de Braziliaanse deelstaat Minas Gerais. De gemeente telt 6.235 inwoners (schatting 2009).

## Aangrenzende gemeenten
De gemeente grenst aan Águas Vermelhas, Pedra Azul, Encruzilhada (BA)